# 三行連
三行連（さんぎょうれん。三行連句。tercet, テルツェット、テルチェット or triplet, トリプレット）は3行で作られる詩のスタンザ（詩節、連）のこと。3行で1つの詩になる場合は三行詩または三行連詩と呼ばれる。

## 三行連の種類
- 押韻されていないが俳句は三行詩である。
- enclosed tercetは、「aba」という押韻構成の三行連である。
- ダンテ・アリギエーリが『神曲』で使ったテルツァ・リーマ は、「aba bcb cdc ...」と三行連が続き、最後は「yzy z」か「yzy zz」で終わる。
- ヴィネラルは三行連が「A1bA2 abA1 abA2 abA1 abA2」と続き（A1とA2はそれぞれ同じ語を繰り返し、aと同じ押韻）、最後は「abA1A2」という四行連で終わる。
- ヘンリー・ワズワース・ロングフェローの『雪の十字架』（1879年）は、「abbaabba cdccdc」という押韻構成のペトラルカ風ソネットで、最後の六連行（en:Sestet）は、三行連を2つ重ねたものとも言える。
- セスティーナの最後は、前の行のキーワードが高度に秩序だった形式の中で繰り返された三行連である。